# I Wanna Love You
Singles de Akon
The Sweet Escape
avec Gwen Stefani
I Wanna Love You (littéralement en français Je veux t'aimer) est le radio edit de I Wanna Fuck You (littéralement en français Je veux te baiser), deuxième single d’Akon (après la sortie de Smack That), en duo avec Snoop Dogg, issu du son deuxième album Konvicted. Ce titre apparaît aussi dans le huitième album de Snoop Dogg, Tha Blue Carpet Treatment.
Ce single est le premier pour Akon et le deuxième pour Snoop Dogg  à se classer au top du Billboard Hot 100. Le single a été numéro 3 au UK singles chart.
Cette chanson était #88 à l'Asia's list of Top 100 Hits 2007 de MTV.
La chanson a été nommée pour un Grammy Award dans la catégorie Best Rap/Sung Collaboration lors de la 50e cérémonie des Grammy Awards.

## Versions
Il existe deux versions de la chanson : une version explicite intitulé I Wanna Fuck You et une version clean, I Wanna Love You. Le nom original de la chanson est I Wanna Fuck You, mais Akon l'a changé pour lui permettre d'être accessible à un public plus jeune. Plusieurs mots ont été changés ou masqués dans la version clean comme : pussy (chatte) et niggas (négros), motel, ass (cul), humping, (ex-dealer) et dick (bite).

## Fond
Au début, Akon a voulu interprété la chanson en collaboration avec le rappeur Plies, mais il change d'avis et remplace ses vers à ceux du Snoop Dogg pour des raisons commerciales. En effet, Plies a été arrêté le 2 juillet 2006 pour possession illégale d’un pistolet. Akon a, alors peur qu'il lui donne une la mauvaise publicité, et aussi parce que la version avec Snoop Dogg était déjà distribuée dans les scènes de mixtape. Akon et le manager de Snoop Dogg ont également accepté que le single soit inclus dans les albums de chacun.
Dans une entrevue avec Akon sur Hot 97, il déclare que la chanson a été envoyée pour Trick Daddy, mais elle s'est attiré dans les mains Plies.
Akon, pour s’arranger avec Plies lui enregistre et  produit le single, Hypnotized, le single a été numéro 14 sur Billboard Hot 100.
La chanson a été reprise en 2007 par CocoRosie. Leur version de la chanson décrit une victime d'abus sexuel et de sa propre toxicomanie.

## Clip
Le clip vidéo de la chanson a été réalisé par Benny Boom et diffusé en première sur Bet le 17 novembre 2006.
Le clip a été tourné avec la version clean, la chaîne BET a même diffusé la version explicite.

## Remix
- Plies a fait un remix pour chanson, sa durée est de 6 minutes.
- Il y a aussi un remix avec la rappeuse Trin, avec un vers de rappeur Plies.
- un rappeur portugais a fait un remix et un clip vidéo pour cette chanson.
- Le groupe du Pop punk The Maine, ont fait une reprise de cette chanson sur l’album Punk Goes Crunk.

## Classements hebdomadaires
| Classement (2007)                       | Meilleure position |
| --------------------------------------- | ------------------ |
| Allemagne (GfK Entertainment)           | 14                 |
| Australie (ARIA)                        | 6                  |
| Autriche (Ö3 Austria Top 40)            | 29                 |
| Belgique (Flandre Ultratop 50 Singles)  | 16                 |
| Belgique (Wallonie Ultratop 50 Singles) | 13                 |
| Canada (Canadian Hot 100)               | 23                 |
| États-Unis (Billboard Hot 100)          | 1                  |
| États-Unis (Hot R&B/Hip-Hop Songs)      | 3                  |
| Irlande (IRMA)                          | 2                  |
| Norvège (VG-lista)                      | 16                 |
| Nouvelle-Zélande (RMNZ)                 | 2                  |
| Pays-Bas (Single Top 100)               | 20                 |
| Royaume-Uni (UK Singles Chart)          | 3                  |
| Royaume-Uni (UK R&B Chart)              | 1                  |
| Suède (Sverigetopplistan)               | 16                 |
| Suisse (Schweizer Hitparade)            | 16                 |

## Certifications
| Pays             | Certification     | ventes     |
| ---------------- | ----------------- | ---------- |
| Australie        | Disque d'or       | 35,000+    |
| Nouvelle-Zélande | Disque de platine | 15,000+    |
| USA              | 2x Platine        | 2,000,000+ |

## Générique
- Écrit par: C. Broadus, A. Thiam
- Producteur : Aliaune "Akon" Thiam pour Upfront/Konvict
- Éditeur : My Own Chit Publishing/EMI Blackwood Music (BMI); Byefall Music/Famous Music Publishing (ASCAP)
- Enregistré par : Akon et Mark "Exit" Goodchild à Konkast Recording Studios, Atlanta, GA, Patchwerks Studio, Atlanta, Ga, Record Plant Studios, Los Angeles, CA
- Les vers du Snoop Dogg enregistré par Chris Jackson à Tha Cathedral
- Aidé par : Rick DeVarona
- Mixé par : eslie Brathwaite à PatchwerksStudio, Atlanta, GA
- Aidé par : Kori Andrews.

## Sources
- (en) Cet article est partiellement ou en totalité issu de l’article de Wikipédia en anglais intitulé « I Wanna Love You (Akon song) » (voir la liste des auteurs).